# لويز غانينغ
لويز غانينغ (بالإنجليزية: Louise Gunning)‏ هي مغنية وممثلة أمريكية، ولدت في 1 أبريل 1879 في بوسطن في الولايات المتحدة، وتوفيت في 24 يوليو 1960 في سيررا مادري في الولايات المتحدة.

## وصلات خارجية
- لويز غانينغ على موقع قاعدة بيانات برودواي على الإنترنت (الإنجليزية)